# Detroit (Oregon)

Miasto Detroit w hrabstwie Marion i stanie Oregon

Detroit – miasto w stanie Oregon w hrabstwie Marion w Stanach Zjednoczonych.